# Kfar Ahim
Kfar Ahim (hebreu: כְּפַר אַחִים, poble dels germans‎) és un moixav situat al centre-sud d'Israel. Es troba a prop de Kiryat Malakhi, i està sota la jurisdicció del Consell Regional de Beer Tuvia. L'any 2021 tenia una població de 892 habitants.

## Història
El moixav va ser fundat l'any 1949 per immigrants religiosos de Romania, Txecoslovàquia i Hongria prop de les ruïnes del poble àrab de Qastina i a les seves terres. El nucli fundador estava format per deu parelles joves, sense fills. L'assentament es va anomenar inicialment "Qastina I" i també "Yehiel" fins que el nom "Kfar Ahim" va ser determinat pels mateixos colons, després dels germans Efraim i Zvi Gober, fills de Mordechai i Rebecca Gober del proper assentament Kfar Warburg, morissim durant guerra arabo-israeliana de 1948.

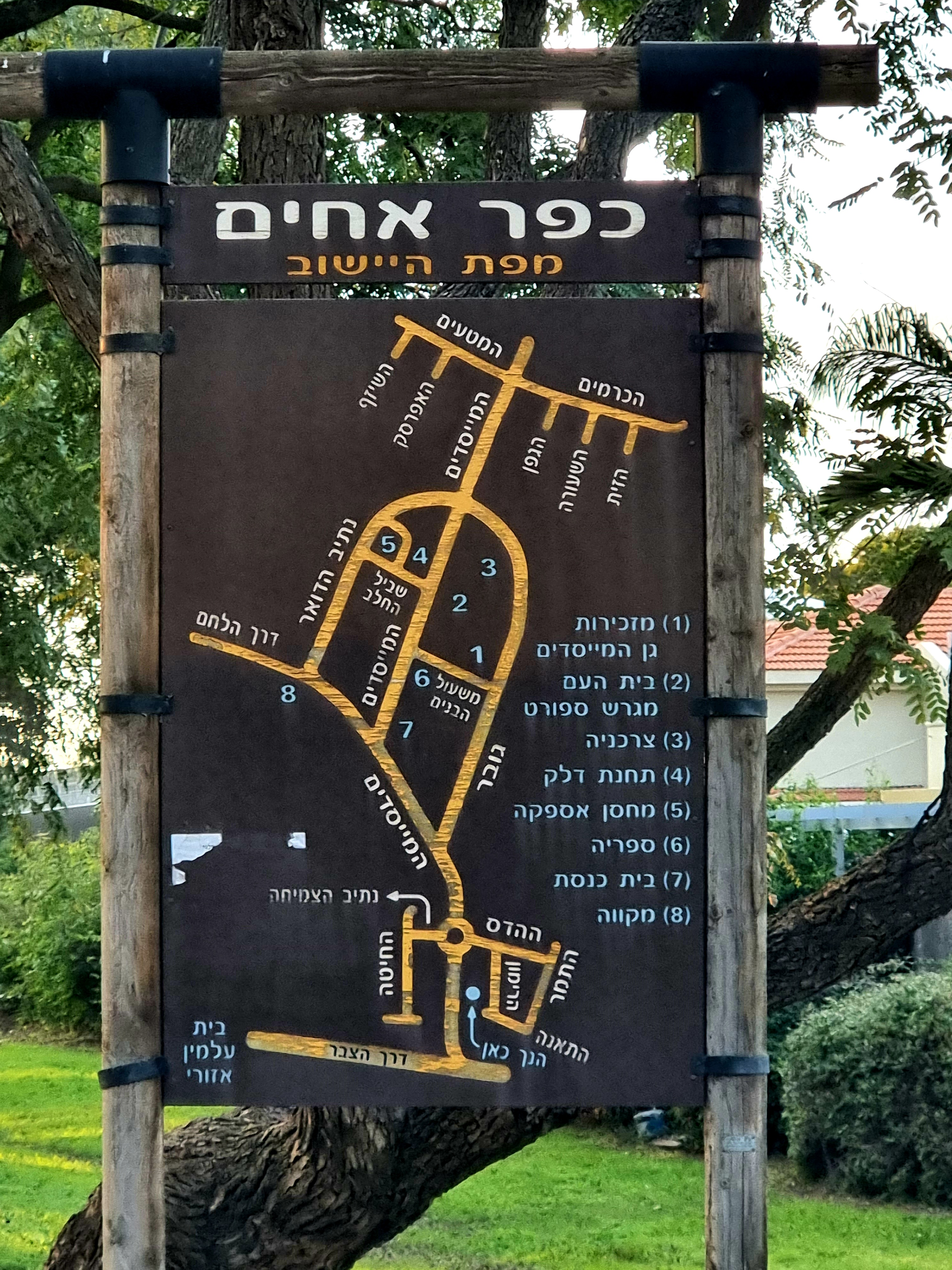
Indicacions a Kfar Ahim.

Inicialment, l'Agència Jueva per la Terra d'Israel va instal·lar els immigrants als terrenys del campament militar britànic situat prop de Qastina. Els colons van demanar establir una granja agrícola que subministra llet. A cada família se li va donar una vaca i se li van destinar 3,5 dúnams, una superfície de terra que després es va augmentar fins als 6 dúnams. Tanmateix el 1950, a la mateixa zona es va establir el pas de Qastina, que més tard es va convertir en Kiryat Malachi. En un principi es va intentar combinar l'assentament agrícola amb la nova realitat, però la transició desenvolupada principalment en l'àmbit de la indústria i l'economia agrícola va tenir dificultats per integrar-se al lloc.
Es va trobar una solució al problema gràcies a una iniciativa del govern suec per finançar l'establiment d'un assentament per als supervivents de l'Holocaust. Amb finançament suec (al voltant d'un milió de corones) es va establir un poble agrícola a pocs quilòmetres al nord del pas, i l'any 1953 els colons de Qastina A, com es deia llavors, van ser traslladats al poble suec. Després del trasllat, el nom del poble es va convertir en "Kfar Ahim". El moixav va ser inaugurat el 30 de novembre de 1953, i l'embaixador suec a Israel Ness Malling, membres del parlament suec i l'alcalde d'Estocolm van estar presents a la seva inauguració. A la nova ubicació del moixav s'hi van traslladar 69 famílies, i cadascuna va rebre 27 dúnams.

## Fills il·lustres
- Benny Gantz, 20è cap de l'Estat Major d'Israel.
- Yisrael Katz, polític.